# Kumari (nữ thần)

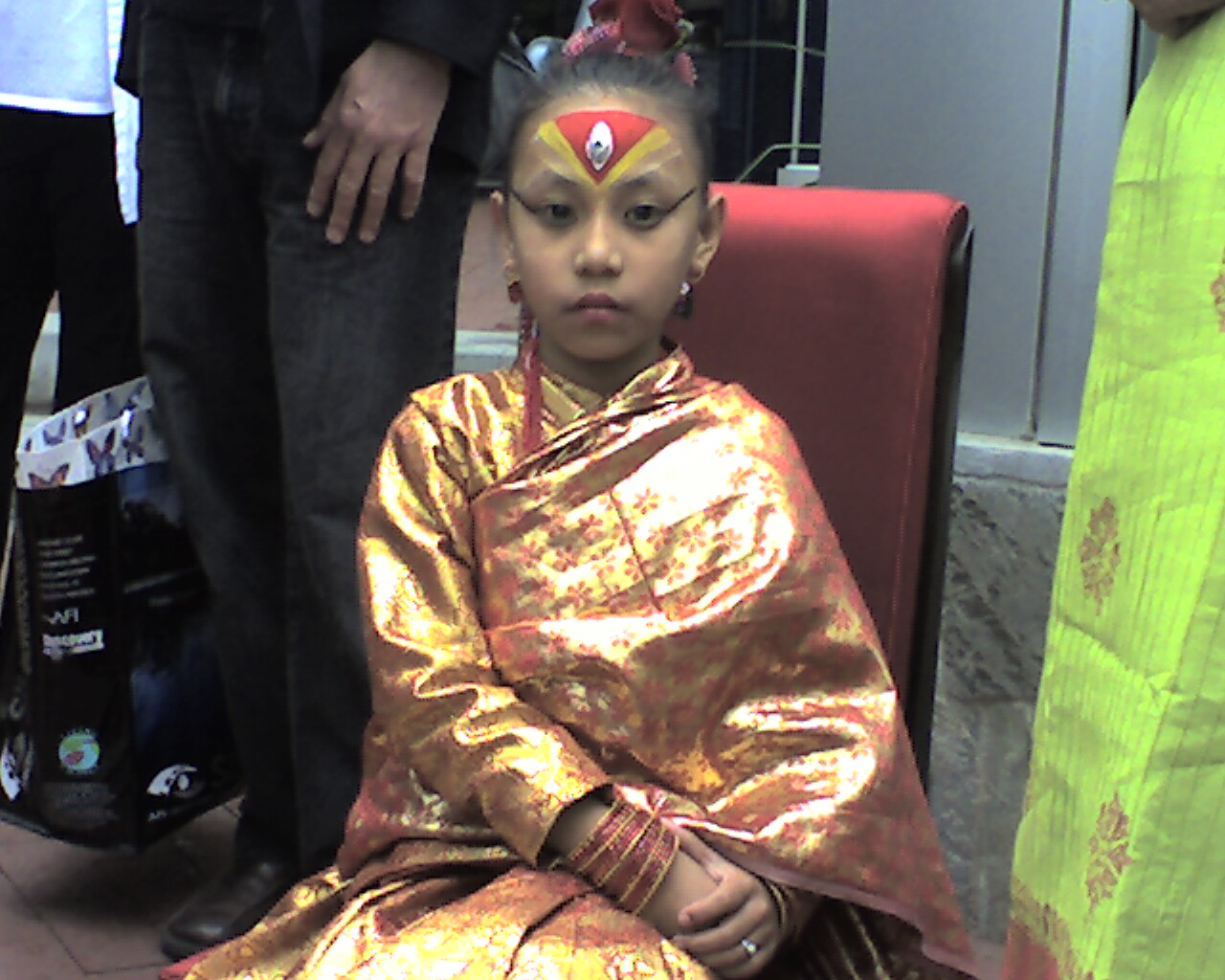
Sajani Shakya, một cựu Kumari vào tháng 6 năm 2007

Kumari hay Kumari Devi là tín ngưỡng tôn thờ nữ thần sống ở Nepal. Từ kumari có nguồn gốc từ tiếng Phạn, kaumarya có nghĩa là "công chúa". Theo truyền thống, người được chọn làm kumari là những bé gái từ 2 - 4 tuổi. Sau khi được chọn, kumari sẽ chuyển đến sống ở một ngôi ngôi chùa tại thủ đô Kathmandu. Mỗi dịp lễ tế, kumari sẽ được trang điểm, mặc đồ như một nữ thần để mọi người cúng bái và ban phước lành cho người dân. Kumari sẽ hoàn thành vai trò khi đến tuổi dậy thì, lúc này, người ta chọn một bé gái khác đế kế nhiệm.